# 板桥镇 (韩城市)
板桥镇，是中华人民共和国陕西省渭南市韩城市下辖的一个乡镇级行政单位。

## 行政区划
板桥镇下辖以下地区：
板桥村、前峰村、明星村、红星村、清峰村、峰火村、峰塬村、柏林村、五四村、东风村、火炬村、钢铁村、胜利村、跃进村、红林村、薛峰村、共峪村、王家庄村、裕峰村、峰川村、居峰村、录峰村、卫峰村、香山村和林峰村。